# Insensibilité congénitale à la douleur avec anhidrose
 Mise en garde médicale
L'insensibilité congénitale à la douleur avec anhidrose (CIPA, de l'anglais : congenital insensivity to pain with anhidrosis) est une maladie autosomique récessive rare du système nerveux, entraînant une absence de perception de la douleur et de la température corporelle, ainsi qu'une incapacité à transpirer. Les troubles cognitifs sont généralement accidentels. La CIPA constitue le quatrième type de neuropathie sensorielle et autonome héréditaire (HSAN), et est également connue sous le nom de HSAN IV.

## Signes et symptômes
Les signes de la CIPA apparaissent dès la petite enfance. Les nourrissons peuvent souffrir de convulsions dues à une élévation anormale de la température corporelle. Comme les personnes atteintes de cette maladie ne peuvent pas transpirer, elles sont incapables de réguler efficacement leur température corporelle. Les personnes touchées sont incapables de ressentir la douleur et la température,.
L’incapacité à ressentir la douleur chez les personnes atteintes de CIPA les expose à un risque accru d’automutilation involontaire. L'ulcération cornéenne survient en raison de l'absence de réflexes protecteurs. Les lésions répétées entraînent fréquemment des problèmes articulaires et osseux, tandis que la cicatrisation des plaies est souvent difficile.
Des retards dans l'acquisition des étapes du développement peuvent survenir au cours des premières années. Les patients souffrent souvent de troubles cognitifs, de graves difficultés d’apprentissage, d’irritabilité, d’hyperactivité et de comportements autodestructeurs. Cependant, certains patients présentent une intelligence normale.

## Cause
La CIPA résulte d'une mutation génétique empêchant la formation des cellules nerveuses chargées de transmettre au cerveau les signaux de douleur, de chaleur et de froid. Ce trouble se transmet selon un mode autosomique récessif.
La CIPA est causée par une mutation du gène NTRK1 , codant pour le récepteur de la tyrosine kinase neurotrophique. NTRK1 est un récepteur du facteur de croissance nerveuse (NGF). Cette protéine induit la croissance des axones et des dendrites et favorise la survie des neurones sensoriels et sympathiques embryonnaires. La mutation du NTRK1 empêche le NGF de se lier correctement, en résultent des anomalies dans le développement et la fonction de la réception nociceptive.
Des anomalies mitochondriales ont été observées dans les cellules musculaires des personnes atteintes de CIPA. Les biopsies cutanées montrent un manque d'innervation des glandes eccrines et les biopsies nerveuses montrent un manque de petites fibres myélinisées et non myélinisées,,.

## Diagnostic
Le diagnostic se base sur des critères cliniques, complétés par des résultats de biopsie nerveuse indiquant une diminution des fibres amyélinisées et des petites fibres myélinisées, et peut être confirmé par des analyses génétiques,.

### Diagnostic différentiel
L'absence ou la diminution importante de la transpiration chez les patients atteints de CIPA peut servir à établir un diagnostic différentiel.

## Traitement
Il n’existe aucun traitement contre la CIPA. Il est nécessaire de prêter attention aux blessures pour prévenir les infections ainsi que l’aggravation de la situation.

### Prise en charge anesthésique
Certains patients atteints de CIPA ont été opérés sans anesthésie, mais l'anxiété du patient peut néanmoins nécéssiter une atténuation dans ces situations.
Les patients peuvent présenter une hyperesthésie tactile, auquel cas une anesthésie est nécessaire.
Une éventuelle bradycardie, une hypotension et une hyperthermie nécessitent également une prise en charge/attention avant, pendant et après la chirurgie.

## Épidémiologie
Plusieurs centaines de cas ont été signalés dans le monde, mais la prévalence exacte est inconnue.
Cette maladie est héréditaire et est plus fréquente chez les Arabes du Néguev, également appelés Bédouins du Néguev. Au Japon, la prévalence est estimée à 1/600 000–950 000.
Environ 20 % des personnes atteintes de CIPA meurent d’hyperthermie avant l’âge de 3 ans.

## Lectures complémentaires
- (en) Y Indo, RA Pagon, MP Adam, HH Ardinger, Wallace, Amemiya, Bean, Bird et Ledbetter, Congenital Insensitivity to Pain with Anhidrosis, University of Washington, Seattle, 1993 (PMID 20301726), « NTRK1 Congenital Insensitivity to Pain with Anhidrosis »

- LCCN
- Israël